# ثون

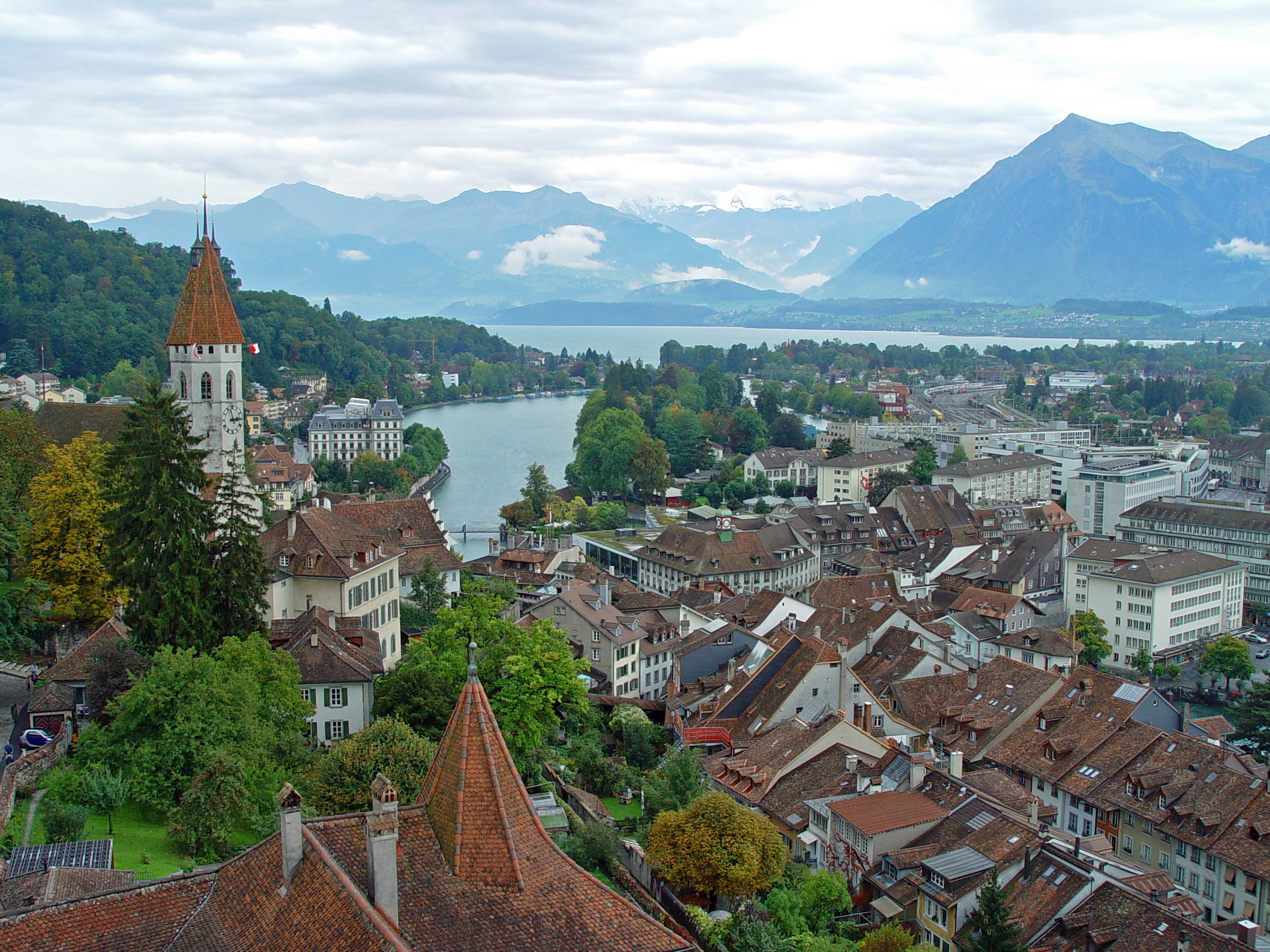
ثون

ثون (بالألمانية: Thun)، هي بلدة وبلدية في مقاطعة ثون الإدارية في كانتون برن في سويسرا، تقع حيث يتدفق نهر آر من بحيرة ثون (ثونرسي) على بعد 30 كيلومترًا (19 ميلاً) جنوب شرق برن.
اعتبارًا من ديسمبر 2018، بلغ عدد سكان البلدية حوالي 45000 نسمة يعيش حوالي 80.000 منهم في تجمعات سكانية. يعتمد اقتصاد ثون إلى جانب السياحة على تصنيع الآلات والأدوات الدقيقة، وقطاع الأغذية والأسلحة والنشر.
اللغة الرسمية للثون (النسخة السويسرية من اللغة الألمانية القياسية) ولكن اللغة الرئيسية المنطوقة هي الألمانية السويسرية.

## التاريخ

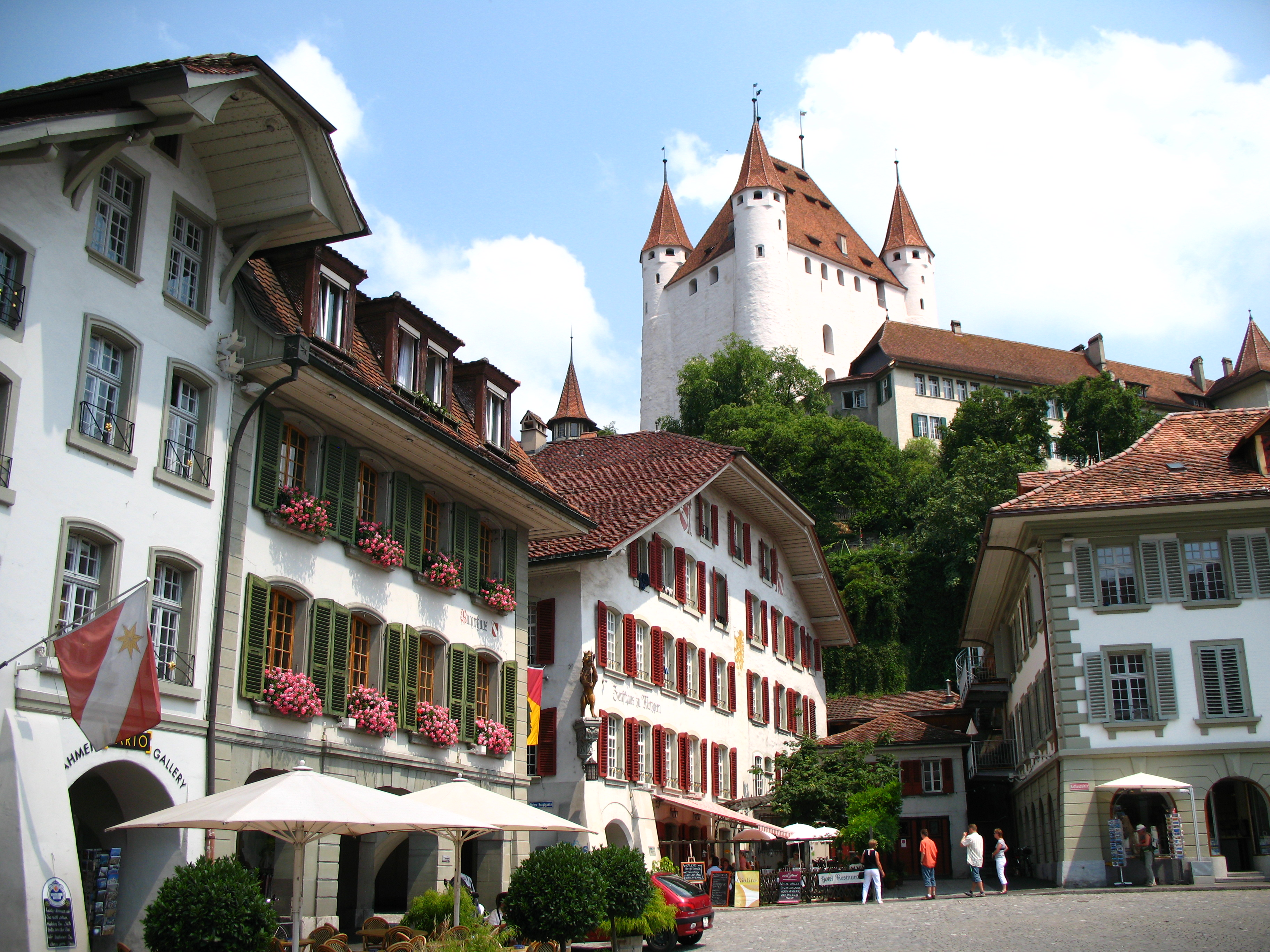
قلعة ثون تقع في ساحة مجلس بلدية المدينة

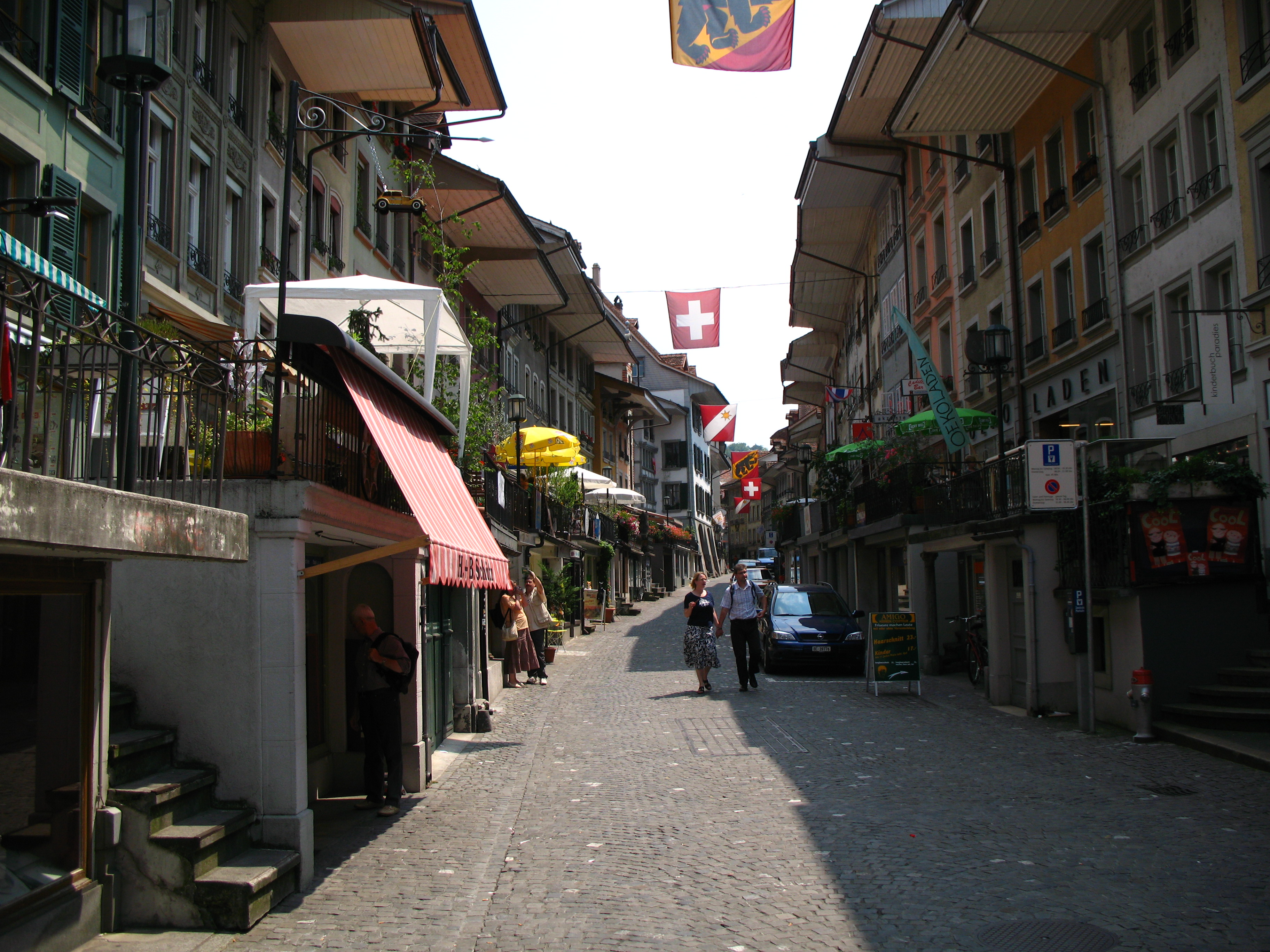
الشوارع في المدينة القديمة

في مجال ما يعرف الآن ثون كانت مأهولة بالسكان منذ العصر الحجري الحديث (منتصف الألف الثالث قبل الميلاد). واسم المدينة مشتق من مصطلح دونم باللغات السلتية، ومعناها «المدينة المحصنة».
أصبحت منطقة ثون جزءا من الامبراطورية الرومانية المقدسة في عام 1033، عندما حصل كونراد الثاني على لقب ملك بورغوندي. الأباطرة عهد الأسرة Zähringen، تركزت في برن، لإخضاع النبلاء قي وسط سويسرا. قرابة عام 1190 م ديوك برتولد الخامس من Zähringen، بنى قلعة في ثون وتوسعت المدينة. وبعد وفاى برتولد في عام 1218، كان توجه إلى الأراضي أولريش فون Kyburg الثالث.
ثون في 1264 حصل على حقوق الدولة في 1384 وكانت المدينة التي اشترتها في كانتون برن. ثون كانت عاصمة كانتون Oberland جمهورية هلفتيك.
وفي عام 1819 تأسست مدرسة عسكرية في المدينة، والتي تطورت فيما بعد في المدرسة العسكرية الرئيسية في سويسرا. ثون كانت متصلة بشبكة السكك الحديدية في سويسرا في عام 1859 والوصول الهاتفية المتاحة في عام 1888.

## الجغرافيا
و تبلغ مساحتها 21٫6 كم² (8٫3 ميل²) في هذا المجال، 32.1 ٪ يستخدم للأغراض الزراعية، في حين أن 19.7 ٪ من الغابات. من تبقى من الأرض، 45.6 ٪ تتم تسوية (مباني أو الطرق)، والباقي (2.5 ٪) غير قابل للأنهار (الإنتاجية، أو الجبال الجليدية).

## دراسات وإحصائيات سكانية
يبلغ عدد سكانها اعتبارًا من 2007 حوالى 41.642، منها 11.1 ٪ من الأجانب. وعلى مدى السنوات ال 10 الماضية ازداد عدد السكان بمعدل 5.6 ٪. ومعظم السكان اعتبارًا من 2000 يتحدث الألمانية (90.5 ٪)، مع الإيطالية التي تعد اللغة الثانية والأكثر شيوعا (1.8 ٪) والألبانية هي الثالثة (1.3 ٪).
وفي انتخابات عام 2007 من أكثر الأحزاب شعبية وكان حزب الشعب السويسري الذي حصل على 29.2 ٪ من الأصوات. هوالأكثر شعبية ويضم الصحة والصحة النباتية (22.1 ٪)، وحزب الخضر (14.1 ٪) والحزب الديمقراطي الحر (13.8 ٪).
والتوزيع العمري للسكان اعتبارًا من 2000 من (0-19 سنة) هم الأطفال والمراهقين ويشكلون 20.1 ٪ من السكان، بينما البالغين (20-64 سنة) يشكلون 60.8 ٪ وكبار السن (أكثر من 64 عاما (يشكلون 19 ٪.
وقد بلغ معدل البطالة فيها 2.89 ٪. اعتبارًا من 2005، كان هناك 210 شخصا يعملون في القطاع الاقتصادي الرئيسي وحوالي 58 الشركات العاملة في هذا القطاع. 6012 شخص يعملون في القطاع الثانوي، وهناك 397 شركات في هذا القطاع. 16733 نسمة يعملون في قطاع التعليم العالي، 1682 مع الشركات في هذا القطاع.

## المعالم الرئيسية
.

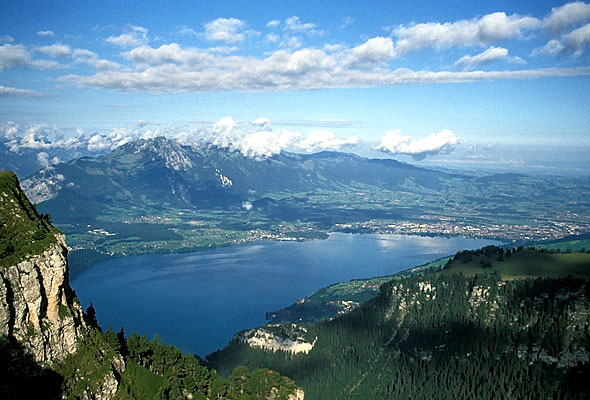
نظرا لثون و بحيرة ثون من نيدرنهورن

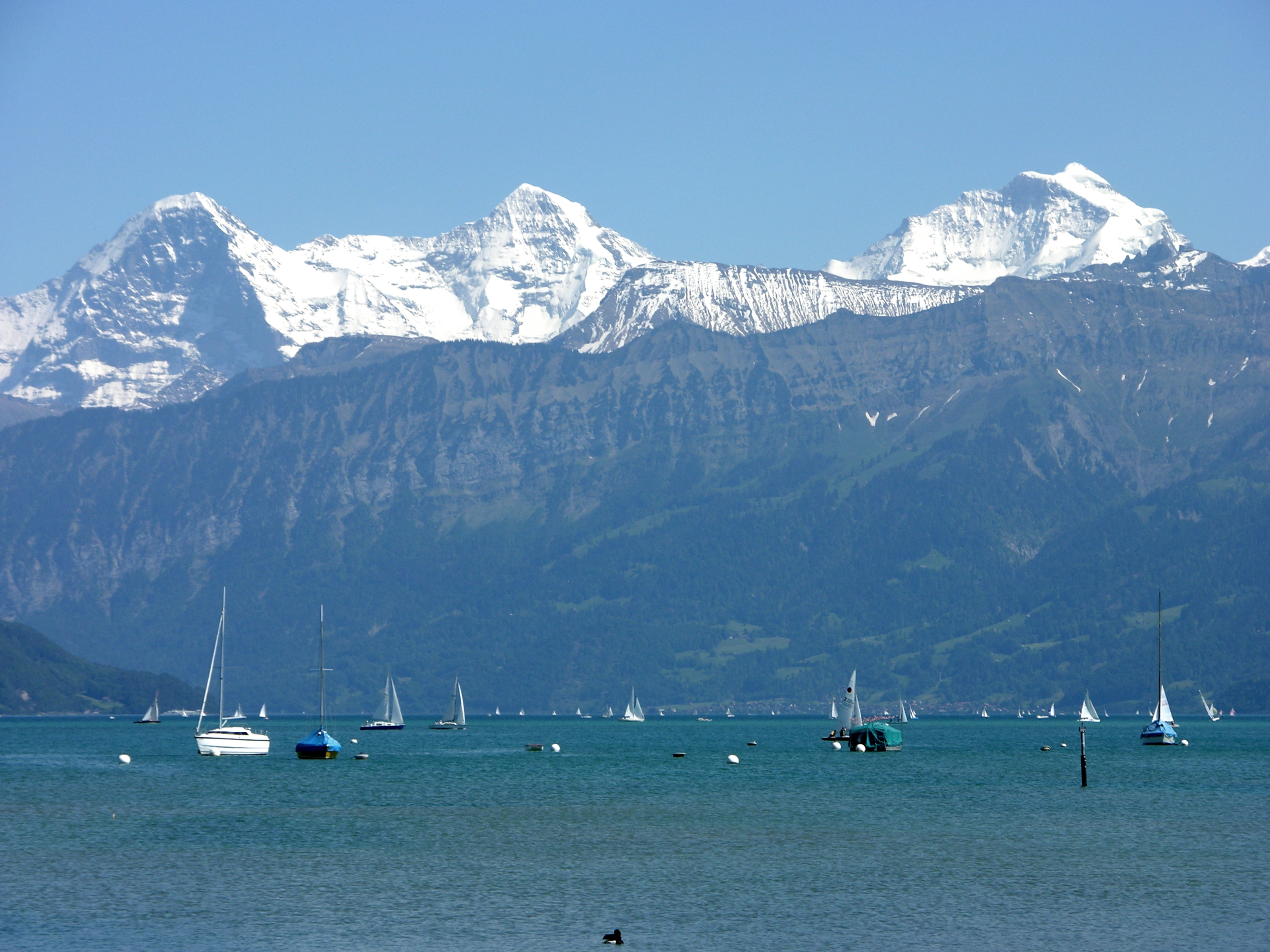
Eiger، وMönch جونغفرو

- القلعة (القرن الثاني عشر) مع متحف التاريخ. هذا وقد حول عدة أقسام الدروع والأسلحة في القرون الوسطى، والحياة الريفية.
- وRathaus (موسكال)، التي اقيمت في القرن السادس عشر
- بحيرة ثون ونظرا للجبال الألب : Niederhorn، نيسين، Stockhorn.
- بانوراما Wocher، أقدم بانوراما الرسم المتبقية في العالم.
- وثون المرحب
- شلوس Schadau

## الرياضة
- كرة القدم : أف سي تون السويسري يلعب في دوري التحدي. منزلهما الأرض هو استاد المكتومة. 23 آب 2005 ثون تأهل لمرحلة المجموعات في دوري أبطال أوروبا.
- التزلج : ثون لعام 1981 استضافت بطولة العالم سباق الضاحية.
- سباحة حرة كاياك : ثون ستستضيف 2009 التصنيف حرة في بطولة العالم.

## في الخيال
مشهد مهم في الرواية تجسس مبتسم للسكان عن طريق جون لو كاريه يتم تعيين هنا.

## ملحوظة المقيمين
- تانيا فريدن، صاحب الميدالية الذهبية الأولمبية 2006 (على الجليد الصليب)
- نيكلوس جربر (1850-1914)، منتجات الألبان والصناعة الصيدلية

## معرض صور

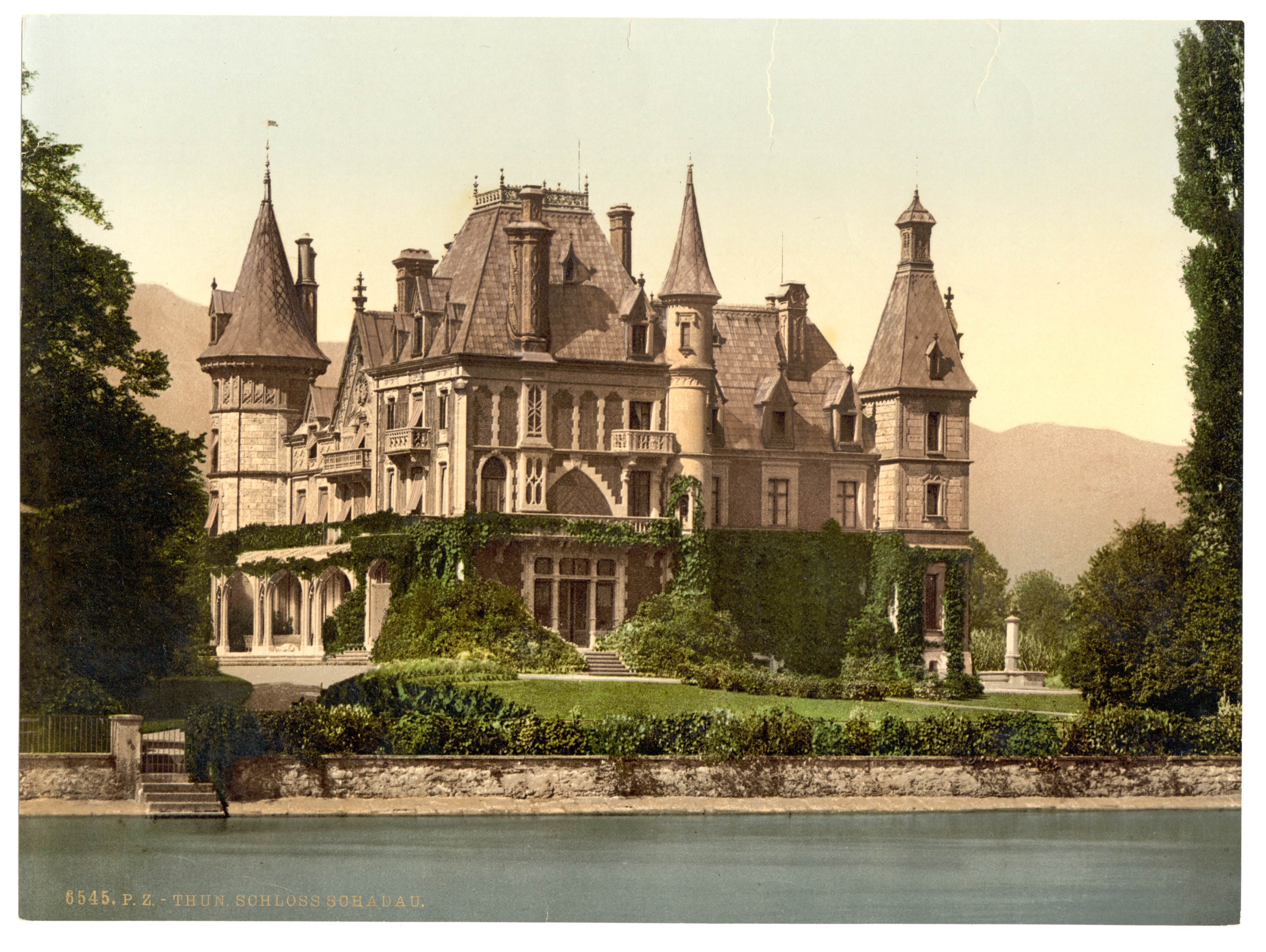
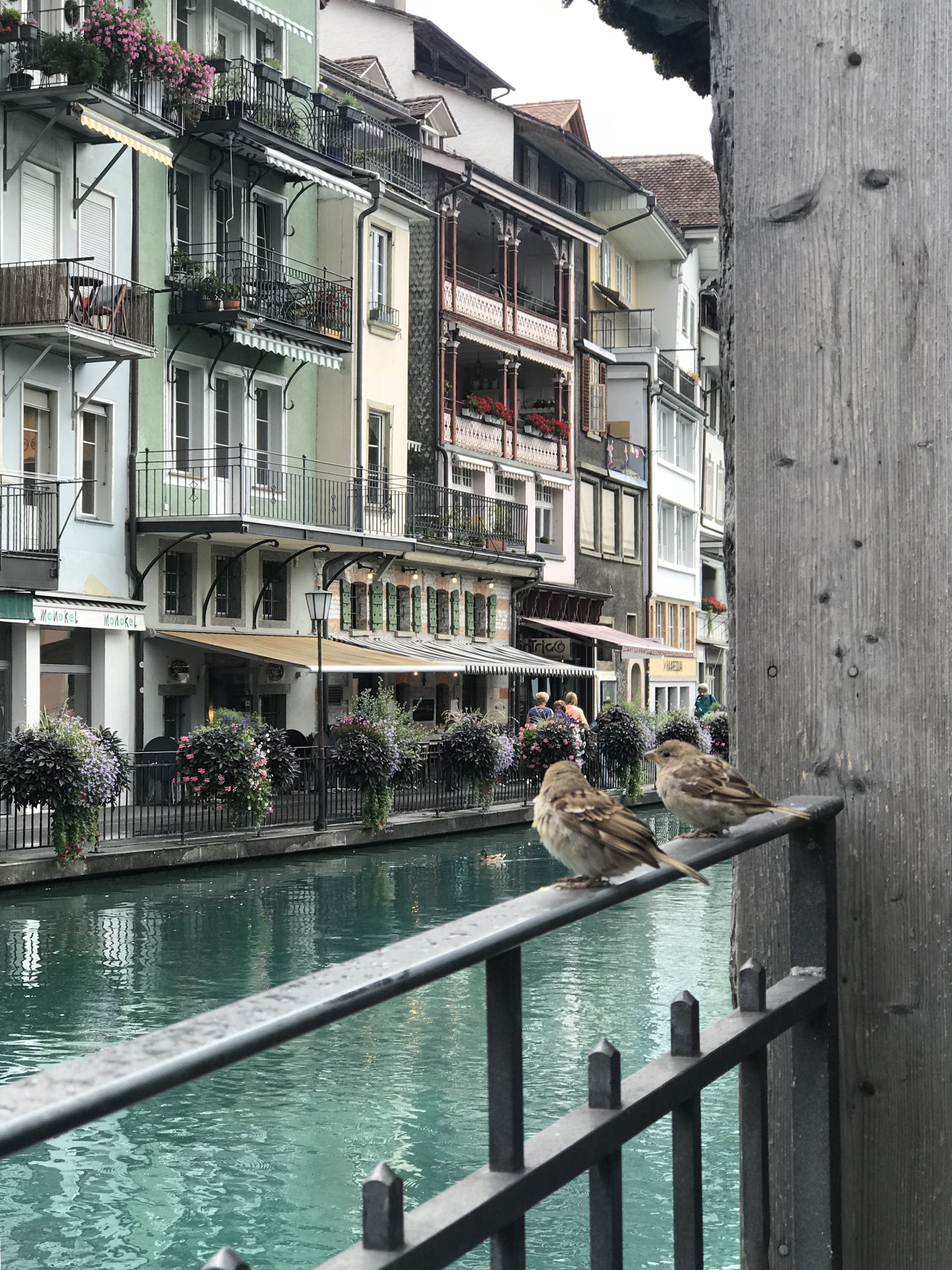
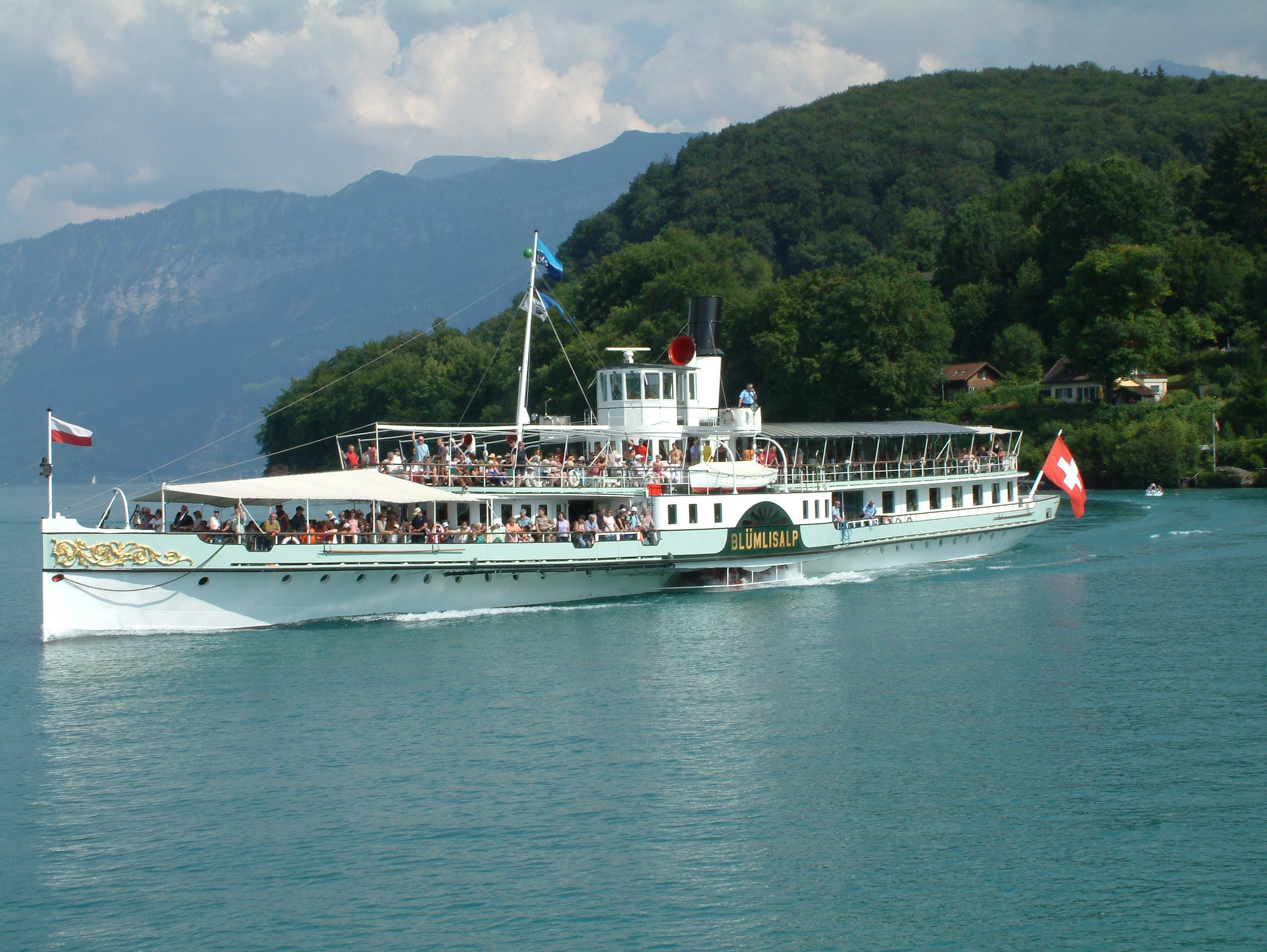
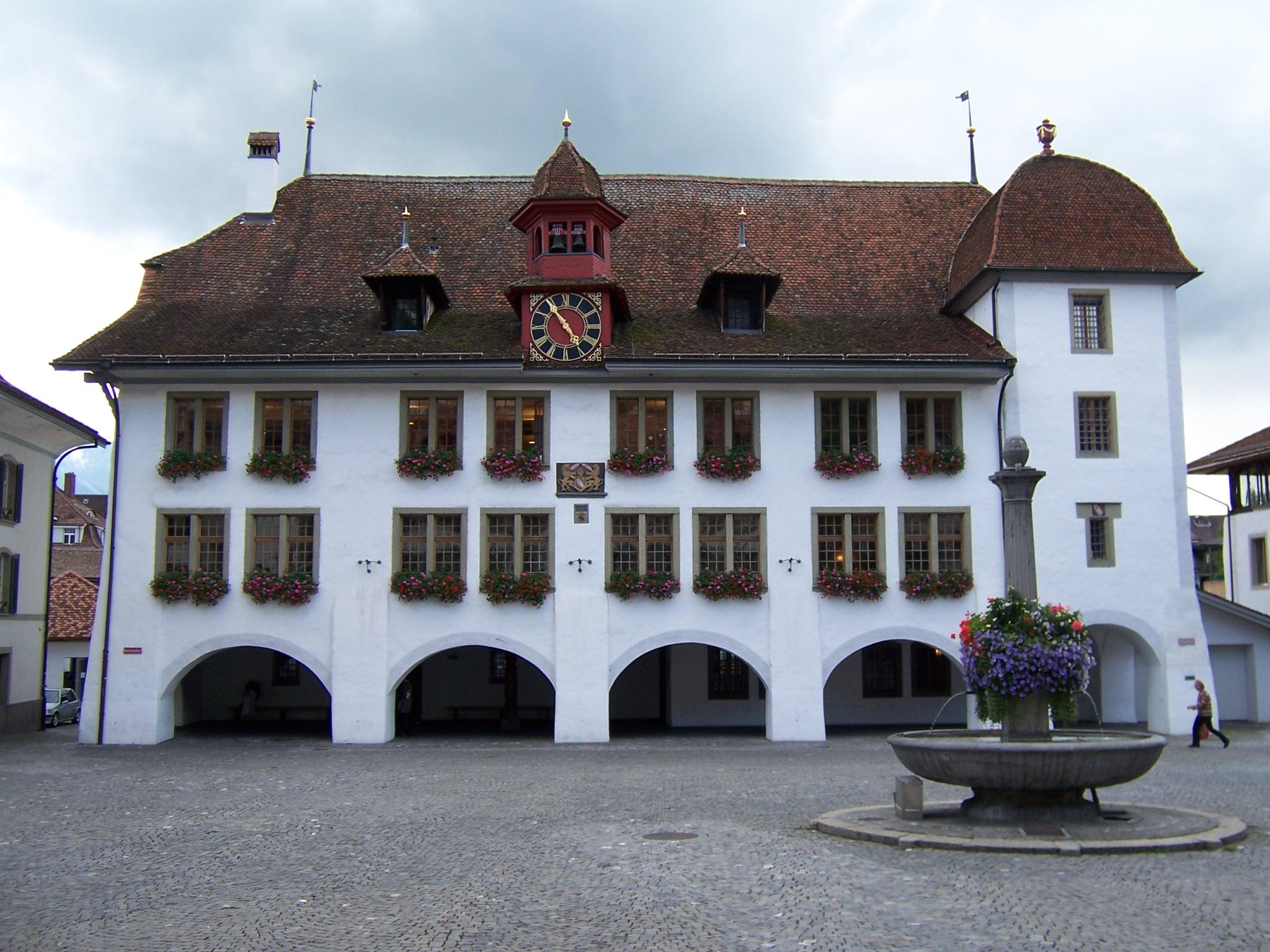
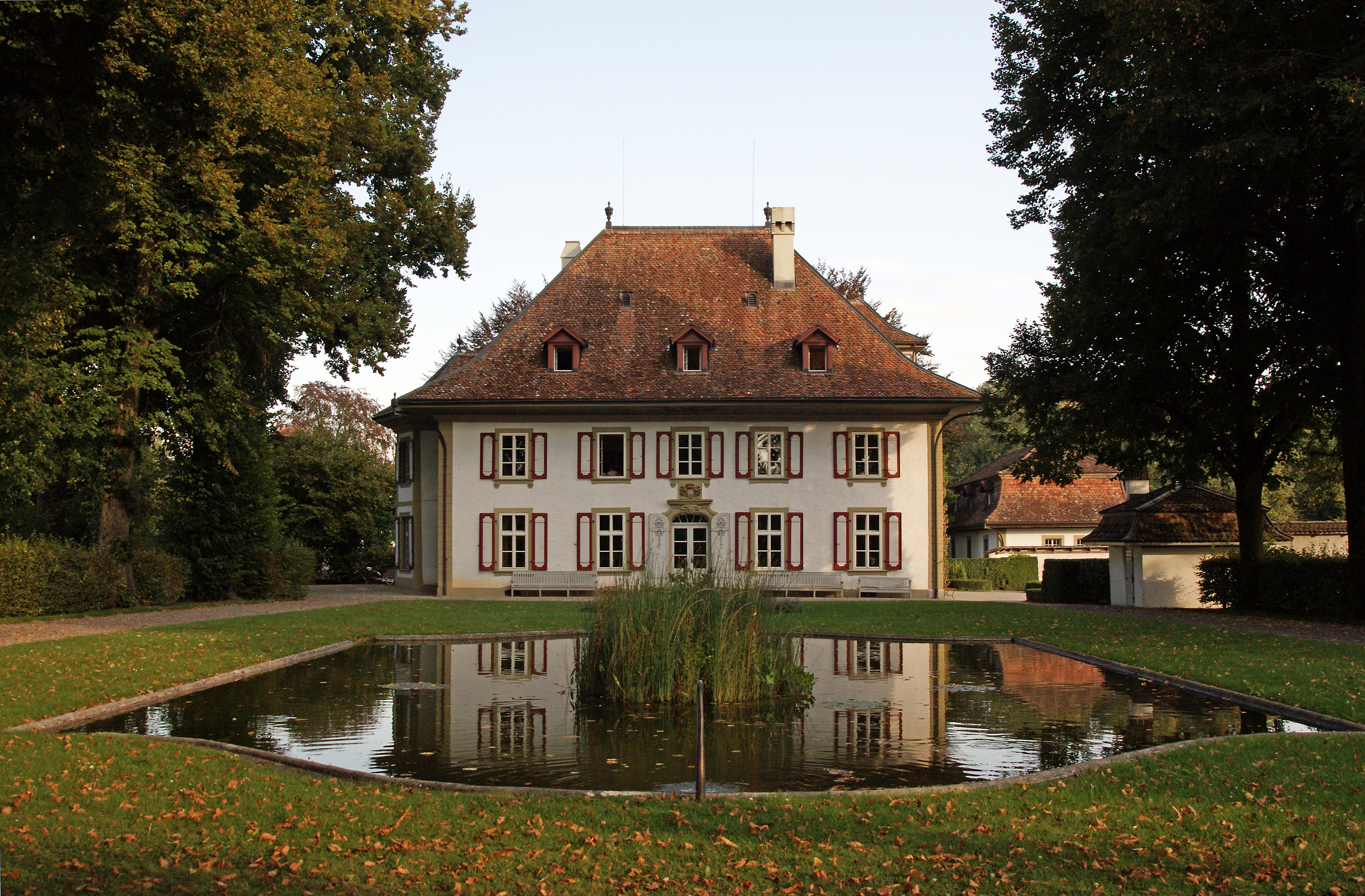
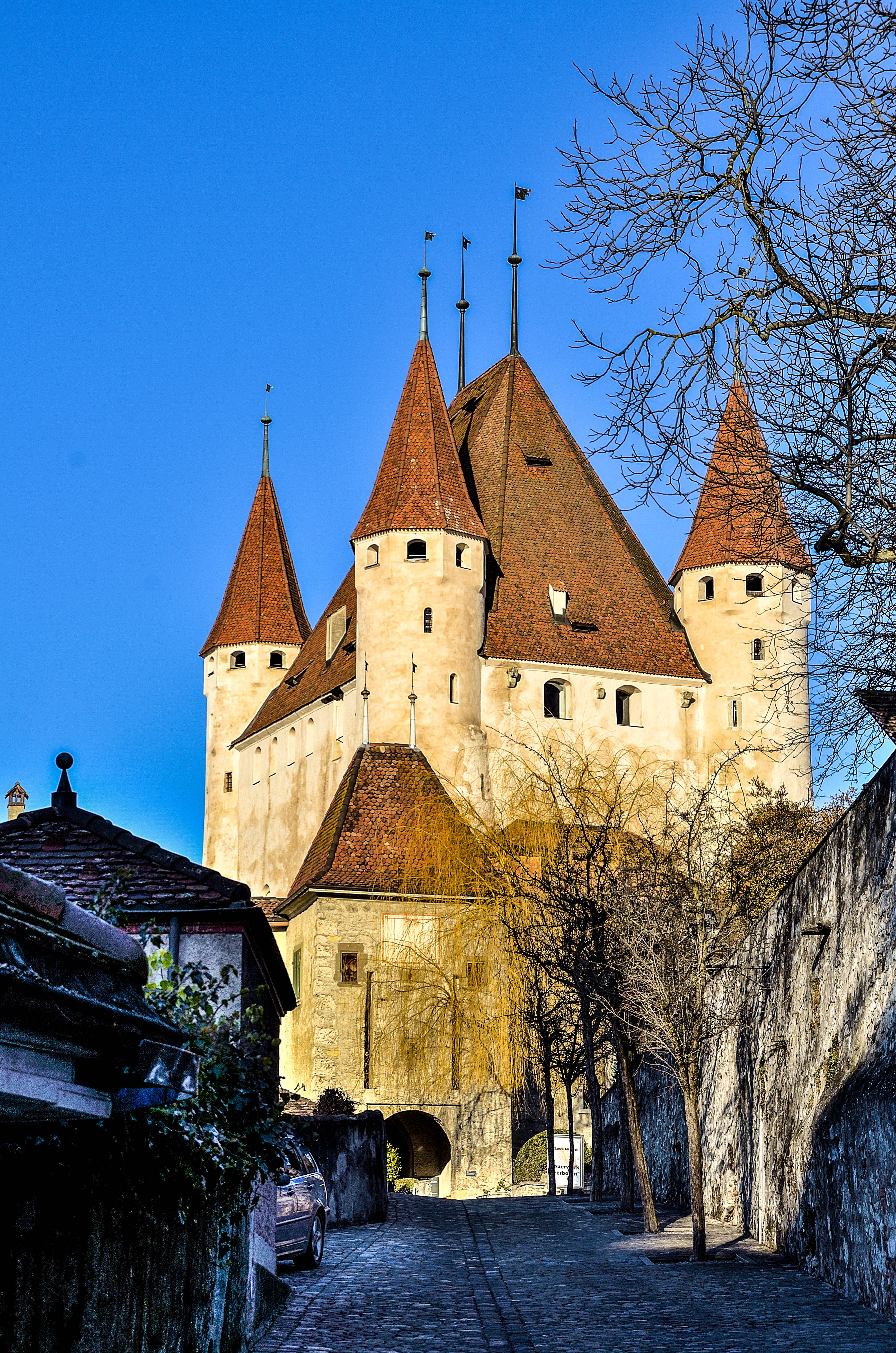

## وصلات خارجية
- Thun.ch (بالألمانية)

```
الموقع الرسمي المدينة
```

- معلومات سياحية
- مدينة منفذ البيع مع ارشيف منذ عام 2005

(بالألمانية)